# Remmonätverket
Remmonätverket (även kallad Rammonätverket) är ett släktbaserat kriminellt nätverk där många och ledande personer tillhör en släkt/klan med samma namn. Att släktnamnet används som beteckning på det kriminella nätverket innebär inte att klanen som sådan är kriminell eller att alla dess medlemmar ingår i det kriminella nätverket.
Klanen Remmo tillhör folkgruppen Mhallami och har sitt ursprung i Libanon och Mardin-provinsen i Turkiet. Dess flesta medlemmar finns (2018) i Tyskland där den är en av de så kallade "arabiska klanerna". Klanen består av 13 enskilda familjer med cirka 500 till 1 000 medlemmar (från och med 2020). Många bor i Berlin, speciellt stadsdelen Neukölln.
Tyska myndigheter har kopplat det kriminella Remmonätverket till brott som mord och grova mordförsök, misshandel, utpressning, rån, narkotikahandel, penningtvätt, häleri, stöld, olagligt innehav och handel med vapen. Enligt delstaten Berlins kriminalpolis har nätverket (2018) bulvaner i Beirut, Tripoli och Berlin för att investera sina brottsvinster i lagliga företag på ett professionellt sätt. En stor del av pengarna har investerats i fastigheter. I en stor polisrazzia i juli 2018 beslagtogs pantbrev och fastigheter till ett värde av över 9,3 miljoner Euro.
Den franska polismyndighetens avkodning av den krypterade telefontjänsten EncroChat avslöjade uppgifter som i februari 2021 ledde till en stor razzia mot Remmonätverket, varvid två nätverksmedlemmar greps och en lyckades fly. Vid razzian avslöjades bland annat omfattande handel med droger och vapen. Man hittade också spår som tydde på ett begynnande gängkrig med ett annat kriminellt nätverk.
Remmonätverket har affärsrelationer med rappare. En av dess ledare, Ashraf Remmo, ansågs i augusti 2018 vara en affärspartner till Bushido, som hade lämnat Abou Chaker-nätverket som tidigare hade stöttat honom i en tvist.